# Исход (судно)
«Эксодус» или «Исход-1947» (англ. Exodus) — одно из крупнейших судов, которые пытались нелегально доставить еврейских беженцев в Подмандатную Палестину.

## Планирование операции, приобретение судна, пассажиры
Первоначально имел название «Президент Уорфильд», построен в 1928 году, рассчитан на 400 пассажиров. Во время Второй мировой войны был перестроен с целью увеличения грузоподъёмности, в результате чего мог перевозить более 4000 человек. В конце 1946 года Моссад ле-Алия Бет приобрёл этот корабль для переправки в Подмандатную Палестину еврейских беженцев, переживших Холокост и находившихся в лагерях перемещённых лиц в Германии, не имея разрешения на въезд от мандатных властей. Став крупнейшей с начала нелегальной алии операцией по переселению евреев в Подмандатную Палестину, это плавание было призвано, кроме прочего, привлечь к проблеме беженцев внимание мирового сообщества и, в частности, комиссии ООН по вопросам Эрец-Исраэль (UNSCOP).

## Путь из Франции к берегам Подмандатной Палестины

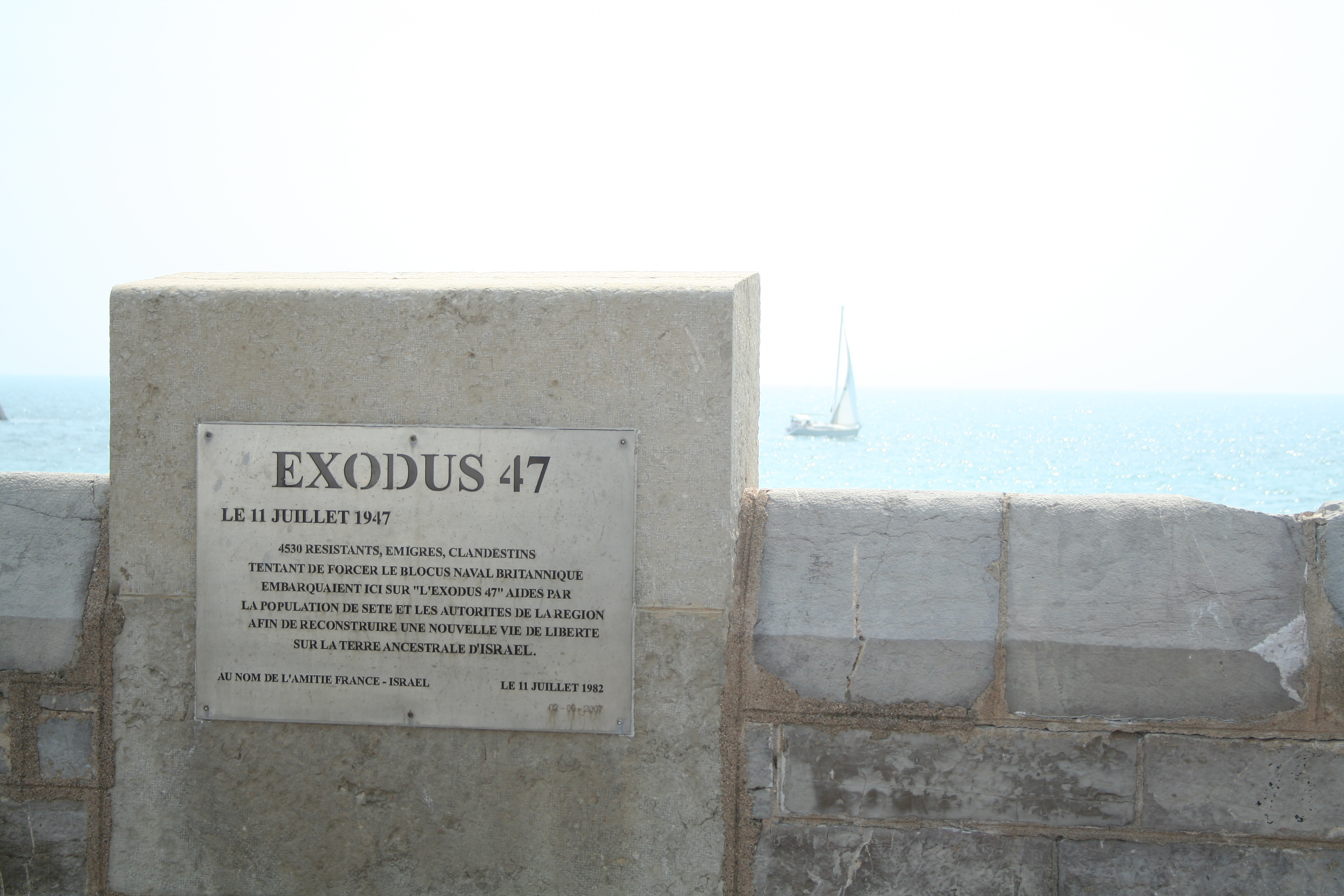
Памятник кораблю «Эксодус» в гавани города Сет, Франция

К началу июля 1947 года евреи из лагерей в Германии были переправлены на юг Франции. «Президент Уорфильд» находился в гавани коммуны Пор-де-Бук во Франции с середины июня, а 9 июля отплыл в город Сет, который находился в о́круге, руководимом министром транспорта, — давним другом Моссада ле Алия Бет. Беженцы поднялись на корабль, имея при себе коллективную колумбийскую визу. 11 июля 1947 года судно покинуло порт с 4554 пассажирами на борту, 655 из которых были дети, и направилось к берегам Подмандатной Палестины.

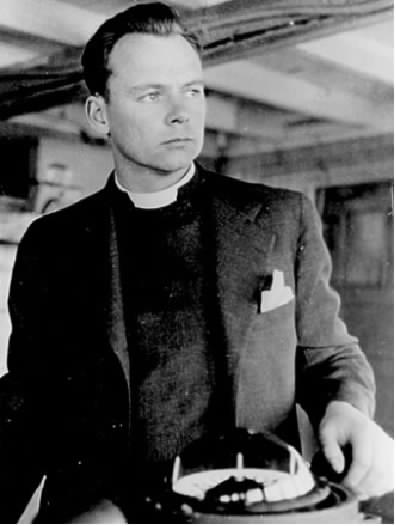
Джон Стэнли Грауэл

Командование осуществляли капитан Айк Ааронович и комиссар Хаганы Йоси Харель. Команда состояла из добровольцев — граждан США и Подмандатной Палестины, все они присягали на верность Хагане. Сопровождали пассажиров три члена Хаганы и методистский министр, священник Джон Стэнли Грауэл, который поднялся на корабль одним из первых. На корабле также присутствовали два радиста беспроводной сети Хаганы «Гидон». Связь между пассажирами и ивритоговорящими членами команды осуществлял Мордехай Розман. Важное значение в успехе этого этапа операции имела негласная помощь некоторых членов французского правительства и служб безопасности, поддерживавших сионизм. Некоторые беженцы ранее подписали документы об эмиграции не в Подмандатную Палестину, а в другие страны. Однако, по словам Стэнли Грауэла, к его удивлению, находясь на борту, большинство пассажиров указали Подмандатную Палестину в качестве желаемого места назначения.
После выхода «Президента Уорфильда» из французских территориальных вод капитан сменил его название на «Exodus 1947» («Исход 1947» или «Эксодус»). На протяжении плавания судно сопровождали восемь британских военных судов. 18 июля, когда корабль находился в международных водах в 40 км от берегов Подмандатной Палестины, напротив сектора Газа, военные суда, в нарушение международного права, окружили «Исход 1947» и протаранили его, а британские солдаты приступили к захвату корабля. Англичане атаковали судно в открытом море, чтобы избежать столкновения с бойцами Хаганы, которые были готовы встретить «Исход 1947» при приближении к берегу. Пассажиры оказали активное сопротивление поднявшимся на борт солдатам, которые, в свою очередь, открыли огонь по беженцам и членам команды. В результате 217 человек получили ранения, два пассажира и офицер-волонтёр погибли, а захваченное судно было доставлено в порт Хайфы. 20 июля британские военные, с применением силы, перевели сопротивляющихся пассажиров на три транспортных корабля — «Runnymede Park», «SS Ocean Vigour» и «Empire Rival».
В это время комитет UNSCOP находился в Подмандатной Палестине в рамках своей деятельности. Три его члена присутствовали в хайфском порту и наблюдали за переправкой беженцев с  Эксодуса на британские корабли. Один из них сказал, что это было лучшее из всех представленных им свидетельств.

## Обратный путь во Францию
Пассажиров кораблей Алии Бет, прибывавших к берегам Подмандатной Палестины ранее, британские власти депортировали в лагеря интернированных на Кипре. В случае Эксодуса министерство иностранных дел во главе с Эрнстом Бевиным изменило политику по отношению к репатриантам. Разница заключалась в том, что впредь беженцев возвращали в страны, из которых они отправились в Подмандатную Палестину, вынуждая тем самым правительства этих стран прекратить поддержку сионизма (в тот период эта политика стала известна под названием «англ. Refoulement», см. также Не-возвращение). В тайне от беженцев и не достигнув соглашения с руководством Франции, правительство британского мандата приняло решение отправить три корабля с пассажирами обратно во Францию, в то время как депортируемые были уверены, что их везут на Кипр. 29 июля корабли прибыли в Пор-де-Бук. Британцы потребовали от пассажиров сойти на берег, но те ответили, что только по прибытии в Подмандатную Палестину покинут корабли. Они также отвергли предложение поселиться во Франции.
Условия жизни на кораблях были невыносимыми: системы жизнеобеспечения были недостаточны для такого количества людей, что угрожало их здоровью и жизни.

## Ожидание в порту Франции
В знак протеста против депортации пассажиры отказались подчиниться приказу сойти на берег. Из-за сильной жары среди них начались болезни. Информация о происходящем попала в прессу и стала известной всему миру. Через три недели стояния в порту англичане сообщили беженцам, что если они не сойдут с кораблей, их отправят в Германию. 22 августа три корабля покинули Пор-де-Бук, 29 августа прошли Гибралтар и 8 сентября прибыли в Гамбург, находящийся в Британской зоне оккупации.

## Из Франции в Германию
В течение 8 и 9 сентября в порту Гамбурга английские власти насильно высаживали с кораблей беженцев, оказавших серьёзное сопротивление. На глазах у многочисленных корреспондентов из разных стран каждого пассажира вытаскивали несколько солдат в защитных касках. Из порта большинство репатриантов переправили в лагерь для перемещённых лиц Поппендорф (англ. Poppendorf), а остальных — в лагерь Ам Штау (англ. Am Stau) в окрестностях Любека. Зимой евреев из обоих лагерей перевели в зимние лагеря Эмден (англ. Emden) и Вильгельмсхафен (англ. Wilhelmshaven). В течение двух недель лагеря охранялись британскими войсками, потом британские солдаты ушли, оставив лагеря в руках людей «Хаганы», которые выдали беженцам поддельные документы, чтобы те смогли свободно перемещаться. Позже эти беженцы были переправлены в Израиль.

## Реакция мировой общественности
Депортация беженцев — пассажиров «Исхода» широко освещалась прессой и вызвала бурю протестов во многих странах мира и в самой Великобритании. Журнал «Life» (США) посвятил этой теме крупную публикацию, иллюстрированную множеством фотографий. Реакция на историю «Исхода» стала дополнительным фактором, повлиявшим на решение Великобритании передать вопрос о Палестине в компетенцию ООН.

«Исход из Европы 1947 — Эксодус» не был первым кораблём репатриантов, не был он и последним. Его отличием была интенсивная политическая деятельность и влияние, которое она оказала на общественное мнение на Земле Израиля и во всём мире в результате произошедшей на нём битвы рядом с берегом Газы. После той битвы все мировые СМИ сообщали обо всех стадиях противостояния репатриантов. Эти события нанесли британцам серьёзный политический урон и внесли вклад в решение сионистской задачи. 
Оригинальный текст (иврит)"יציאת אירופה תש"ז–אקסודוס" לא הייתה ספינת המעפילים הראשונה, גם לא האחרונה. מה שייחד אותה זו הפעילות המדינית האינטנסיבית והתהודה העצומה שהיא עוררה בדעת הקהל בארץ ובעולם, לאחר הקרב עליה מול חופי עזה. מאז אותו קרב דיווחו כל אמצעי התקשורת בעולם על כל שלבי מאבקם של המעפילים. האירועים גרמו לבריטים נזק מדיני קשה וקידמו את העניין הציוני. 

— Даниэль Розен.

## В литературе
История «Исхода» в сильно искажённом виде (триста детей из числа нелегальных эмигрантов-евреев, депортированных на Кипр, «выкрадываются из-под охраны англичан, их сажают на корабль и, блокированные, они объявляют голодовку, а затем угрожают самоубийством, если им не дадут выехать в Палестину. Смущённые резонансом, который получает эта акция, англичане уступают шантажу») легла в основу одноименного романа «Исход» Леона Юриса.

## Комментарии
1. ↑  По другим данным, корабль приобрела Хагана[1].
2. ↑  Цифры, указывающие количество пассажиров, в различных источниках несколько отличаются: журнал «Life», Рут Грубер — 4554[14][13], Яд ва-Шем, ЭЕЭ — 4500[3], Пальям — 4530[15], Авива Халамиш — 4515[16].
3. ↑  Их называли «Гидоним» (ивр. גדעונים‎).
4. ↑  Названия кораблей: HMS Mermaid, (который позднее сменил Cheviot), Ajax, Childers, Chequers, Chieftain, Charity, Bay Cardigan[20]. По другим данным, шесть кораблей — пять эсминцев и один крейсер[24].
5. ↑  По другому источнику, битва произошла в 40 км от берега Хайфы[26].